# José Luís Santos Moita

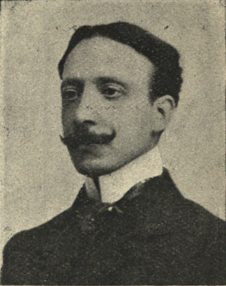
José Luís dos Santos Moita

José Luís dos Santos Moita foi um político português.

## Biografia
Foi médico, republicano, deputado da Assembleia Nacional Constituinte de 1911 e governador civil do Distrito de Santarém.
Foi pai[carece de fontes?] de Manuel Vítor dos Santos Moita, Oficial da Ordem Militar de Nosso Senhor Jesus Cristo a 5 de Outubro de 1934, avô paterno[carece de fontes?] de Luís Manuel Vítor Santos Moita, Grã-Cruz da Ordem da Liberdade a 9 de Junho de 1998, avô materno[carece de fontes?] de José Albano Pontes Santos Moita Morais de Macedo e bisavô[carece de fontes?] de Paulo José Ribeiro Moita de Macedo.